# Deliceto
Deliceto (IPA: [deličéto], Delicìte in dialetto dauno-irpino) è un comune italiano di 3 447 abitanti della provincia di Foggia in Puglia.

## Geografia fisica

### Territorio
Il comune si trova nei monti Dauni meridionali (territorio a mezza costa tra il Tavoliere delle Puglie e l'Appennino campano), a 575 m s.l.m. Il territorio montuoso di Deliceto, comprendente le alture di San Quirico (728 metri s.l.m.), Celezza (757 metri s.l.m.), Salecchia (930 metri s.l.m.) e Macchione (846 metri s.l.m.), è disposto a ferro di cavallo e declina verso nord-est portando le fiumare (compresi il Gavitello e il Fontana che attraversano l'abitato) a scorrere in quella direzione. Più in generale il territorio si estende a grandi linee lungo il bacino idrogeografico della fiumara Carapellotto ed è caratterizzato da ricchi boschi di querce, da macchia mediterranea, da oliveti e vigneti. Non mancano frassini, noccioli e peri selvatici. La flora vede una varietà di orchidee selvatiche, mentre sugli alberi abbonda il vischio e i ginestreti sono fitti. Le creste boscose circostanti il comune di Deliceto sono area di rifugio e riproduzione di animali selvatici, di sosta per gli uccelli migratori e ideale terreno di caccia per i predatori. La parte propriamente subappenninica del territorio di Deliceto (estesa verso il Tavoliere) è per la maggior parte coltivata a grano duro e frumento.

### Clima
Deliceto ha il clima tipico dell'alta collina, con inverni relativamente freddi ed estati temperate e non afose. In inverno spesso si verificano nevicate per pochi giorni. La temperatura media nei mesi invernali si attesta intorno tra 5-10 °C. In estate la temperatura si mantiene, tranne in pochissimi giorni, al di sotto dei 30 °C. Il clima è caratterizzato da un elevato tasso di umidità e da una forte ventosità. Nella tabella sottostante sono riportati alcuni dati climatici medi registrati nelle vicinanze di Deliceto.
| Mese                         | Mesi  | Mesi    | Mesi    | Mesi  | Mesi  | Mesi  | Mesi    | Mesi    | Mesi    | Mesi  | Mesi  | Mesi  | Stagioni | Stagioni | Stagioni | Stagioni | Anno |
| Mese                         | Gen   | Feb     | Mar     | Apr   | Mag   | Giu   | Lug     | Ago     | Set     | Ott   | Nov   | Dic   | Inv      | Pri      | Est      | Aut      | Anno |
| ---------------------------- | ----- | ------- | ------- | ----- | ----- | ----- | ------- | ------- | ------- | ----- | ----- | ----- | -------- | -------- | -------- | -------- | ---- |
| T. max. media (°C)           | 8,1   | 9,2     | 12,0    | 16,1  | 21,0  | 25,4  | 28,4    | 28,6    | 24,3    | 18,6  | 13,3  | 9,8   | 9,0      | 16,4     | 27,5     | 18,7     | 17,9 |
| T. media (°C)                | 5     | 5,7     | 8,0     | 11,4  | 15,8  | 19,9  | 22,6    | 22,8    | 19,3    | 14,5  | 9,9   | 6,7   | 5,8      | 11,7     | 21,8     | 14,6     | 13,5 |
| T. min. media (°C)           | 2     | 2,2     | 4,0     | 6,7   | 10,6  | 14,4  | 16,9    | 17,1    | 14,3    | 10,5  | 6,5   | 3,6   | 2,6      | 7,1      | 16,1     | 10,4     | 9,1  |
| Giorni di gelo (Tmin ≤ 0 °C) | 9     | 8       | 3       | 1     | 0     | 0     | 0       | 0       | 0       | 1     | 3     | 5     | 22       | 4        | 0        | 4        | 30   |
| Precipitazioni (mm)          | 69    | 62      | 57      | 54    | 44    | 34    | 26      | 31      | 50      | 75    | 84    | 78    | 209      | 155      | 91       | 209      | 664  |
| Giorni di pioggia            | 11    | 10      | 9       | 9     | 6     | 4     | 2       | 3       | 6       | 8     | 11    | 11    | 32       | 24       | 9        | 25       | 90   |
| Umidità relativa media (%)   | 79,9  | 78,7    | 76,0    | 72,7  | 71,0  | 67,6  | 62,8    | 63,9    | 70,5    | 76,5  | 79,6  | 80,2  | 79,6     | 73,2     | 64,8     | 75,5     | 73,3 |
| Vento (direzione-m/s)        | N 4,8 | NNW 5,0 | NNW 4,6 | N 4,3 | E 3,8 | S 3,6 | SSW 3,6 | SSW 3,5 | SSE 3,5 | E 3,8 | E 4,4 | N 4,8 | 4,9      | 4,2      | 3,6      | 3,9      | 4,1  |

## Origini del nome
Il toponimo "Deliceto" è di origine incerta, ma l'etimologia comunemente accettata lo fa derivare dalla parola latina ilex, ossia elce (detto anche "leccio" o "ìlice"): la denominazione Deliceto dall'elce concorderebbe con lo stemma, accettato e conservato nel Grande Archivio di Napoli, d'altronde nel territorio di Deliceto è abbastanza comune la diffusione dell'albero di elce (ad esempio, davanti al convento della Consolazione o su via Cimitero). Per queste motivazioni, anticamente Deliceto era anche chiamata "Iliceto".

## Storia

### Origini
Molto probabilmente il primissimo embrione dell'abitato di Deliceto è stato il rione detto Pesco, costituito di grotte scavate nel frontone dello sperone Elceto che si affaccia sulla via che scorre sotto il castello in zona "molo" (nel dialetto delicetano 'piscone', pronunciato con la "c" osco-irpina, significa appunto pietra, roccia).
Sulla base delle conoscenze storiche odierne, non è comunque possibile datare con certezza l'origine di Deliceto. Rimane tuttavia altamente improbabile che Deliceto sia esistita come centro abitato prima dell'800-900 d.C., periodo che vide fronteggiarsi in Italia meridionale (specialmente nelle odierne regioni di Puglia e Campania) i Longobardi del principato di Benevento e i Bizantini del thema di Langobardia tra le scorribande dei Saraceni e degli Arabi stanziati a quel tempo in Sicilia. Non esiste infatti alcun documento che menzioni Deliceto in età romana o precedente, né ritrovamenti archeologici più antichi che possano testimoniare l'esistenza di Deliceto in un'età precedente.

### Dall'antichità ai Normanni
Durante la dominazione dei Longobardi, il piccolo borgo di Deliceto fu elevato a vedetta subappenninica del Ducato di Benevento. 
La costruzione del castello di Deliceto inizia però nel X secolo, per opera dei Bizantini che in quel periodo dominavano gran parte della Puglia. Il castello venne costruito per consentire l'arroccamento della popolazione, che precedentemente risiedeva nelle pianure circostanti la zona collinare dove oggi sorge Deliceto, durante le incursioni dei Saraceni.
Successivamente (a partire dal XI e per tutto il XII secolo) l'Italia meridionale e particolarmente la Puglia furono terra di conquista dei mercenari normanni al seguito degli Altavilla. Deliceto fu pertanto incorporata nel regno normanno come anche testimoniato dall'architettura del castello: la torre quadrata che ancora oggi lo domina, è normanna, somigliante a quella di Monte Sant'Angelo sul Gargano, di Lagopesole e di Melfi (sede originaria della contea di Puglia). A guardia della torre quadrata i Normanni portarono delle milizie provenienti dalla Calabria. Per questo il quartiere che si estende ai piedi della torre prese e conserva tuttora il nome di “rione Calabria”. Altre milizie si accamparono appena sotto il rione Calabria, nella contrada oggi detta Scarano.
In nome di “Iliceto” (l'antico nome di Deliceto in quel periodo) compare per la prima volta nella storia in questo periodo per mano di papa Gregorio VII: “ ...in Eliceto Sancti Effrem cum territoriis suis, Sancti Marciani in Parituli, Sanctae Mariae de Sableta, et Sanctani Mariam in Casale Gildonis cum omnibus eorum pertinentiis”. Successivamente i luoghi delicetani vengono citati anche nella bolla di papa Pasquale II nel 1102.

### XI secolo
Guglielmo Braccio di Ferro, riconosciuto come capo supremo da tutti i Normanni, fonda la contea di Puglia (che comprende I territori di Gargano, Capitanata, Apulia, Vulture e Irpinia) nel 1042. I Normanni dividono le terre conquistate o da conquistare in dodici diverse contee o baronie. Il sovrano attribuisce questi feudi secondo il rango e il merito e ognuno dei condottieri si dedica alla conquista di quanto concessogli.
Non sappiamo con certezza a chi fu assegnato il molo di Deliceto. Guglielmo ebbe il controllo di Ascoli, per cui possiamo supporre che Deliceto sia spettata a lui o a qualche cavaliere di sua dipendenza. In questo periodo Deliceto si ingrandisce fino ad assumere le dimensioni di un paese o castro. Ciò è molto probabilmente dovuto alla posizione geografica favorevole del castello, che si erge sopra un dirupo ed è accessibile sono da una parte, quella dove si estende il paese.
A Guglielmo Braccio di Ferro succede Roberto il Guiscardo fino al 1059 che segna la fine della contea di Puglia e la sua trasformazione in ducato. Durante il Concilio di Melfi I, infatti, papa Niccolò II, fermo restando la capitale nella città di Melfi, eleva la contea di Puglia a ducato di Puglia e la affida ufficialmente alla casata Altavilla. Il papa nomina Roberto il Guiscardo "duca di Puglia e Calabria", mediante accordi presi con il trattato di Melfi e perfezionati con il concordato di Melfi. Tuttavia, mentre Il titolo di conte di Puglia continua ad essere assegnato, dal 1077 capitale del ducato diviene Salerno.

### Basso Medioevo
Nel XII secolo, dopo la conquista normanna dell'Italia meridionale, divenne suffeudo prima della contea di Loritello e poi di altre. Uguale sorte ebbe sotto gli Svevi e gli Angioini.

### Età moderna
Nel 1463 Ferrante d'Aragona, bisognoso di un partito in sua difesa nella Capitanata filoangioina, elevò il borgo di Deliceto a marchesato e lo concesse al genero Antonio Piccolomini, nipote di papa Pio II, che vi si stabilì con una colonia di albanesi. Ciò determinò l'ampliamento dell'abitato a occidente, in un agro detto nacque il rione Piazza bassa (odierna Annunziata), che nella sua trama a scacchiera riprodusse il modello del nucleo originario.
La corte marchesale - detta dai delicetani Palazzo del Papa per rimarcare la parentela del feudatario con il pontefice - ebbe sede lungo l'asse viario principale (corso Margherita) e comprese i palazzi Piccolomini (oggi D'Ambrosio) e Apotrino (oggi De Maio); la chiesa del Purgatorio (oggi di Sant'Anna e Morti) e l'abbazia di San Nicola (odierna chiesa dell'Annunziata). La colonia albanese si stabilì a settentrione della corte in blocchi di case monovano, separate da digradanti stradine.
Il feudo di Deliceto, pur restando sempre un bene di natura demaniale, passò dai Piccolomini ai Bartirotti e da questi ai Miroballo poi ai Maffei, casate imparentate tra loro. Ai Bartirotti si deve la costruzione del sontuoso palazzo sito al numero civico 39 di corso Margherita (odierno palazzo Maffei). Nel 1790, con la morte senza eredi del marchese Cesare Miroballo, il castello e le terre a esso annesse passarono al fisco e Deliceto divenne città regia.

### Età contemporanea
Ai moti insurrezionali del 1820-21 alcuni delicetani parteciparono con ardore, convinti della necessità di dare al Regno delle Due Sicilie una monarchia costituzionale; nel 1848 buona parte del popolo insorse per reclamare i propri diritti alla spartizione delle terre feudali ed ecclesiastiche.
Dopo l'Unità d'Italia, ci fu dilagare del brigantaggio nel Mezzogiorno. Alto il tributo pagato in termini di vite umane dalla comunità delicetana alla prima e alla seconda guerra mondiale. Al loro sacrificio è dedicato un monumento in piazza Europa, appena al di fuori dell'antica cinta muraria (dove si trovava porta Cavutello o Risciolo).

### Simboli
Nello stemma, liberamente utilizzato dal Comune, è rappresentato un albero di leccio che riprende la probabile etimologia del toponimo.

## Monumenti e luoghi d'interesse

### Architetture religiose

#### Chiesa Madre del Santissimo Salvatore

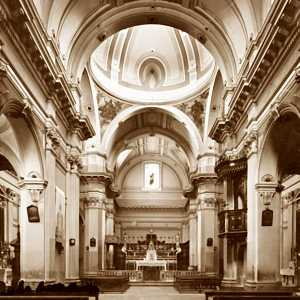
Interno della Chiesa Madre

Ubicata nel cuore del centro storico, la chiesa viene da antichissimo tempo considerata "Madre" perché nata prima delle altre. Il suo nucleo originale, difatti, risale al VII-VIII secolo, tempo in cui si stabilirono in Deliceto i Longobardi che vi impiantarono una loro corte con una chiesa dedicata a San Salvatore. Il documento più antico che la menziona appartiene ad Arechi II (duca di Benevento dal 758 al 778), che la donò all'abbazia beneventana di Santa Sofia. Quel tempio, di presumibile stile romanico, fu nel corso dei secoli più volte rimaneggiato, finché non venne abbattuto del tutto nel 1744 per cedere il posto all'attuale. A causa delle continue interruzioni dei lavori, la nuova chiesa fu completata solo nell'anno 1800.
La chiesa presenta le facciate laterali in pietra viva (in conformità con il tessuto storico-architettonico locale) e l'interno in stile tardo barocco del Settecento. La facciata principale, a due ordini, è formata da una dinamica superficie convessa che riduce, illusoriamente, la distanza tra le ali. Su di essa si trova l'accesso: un portale incorniciato di lesene e frontoni che poggia su una scalinata rettangolare a due branche simmetriche. L'interno presenta una pianta a croce latina a tre navate. Nella crociera s'innalza la cupola che precede l'abside ornata di un coro ligneo. Un cornicione separa l'ordine inferiore, rappresentante la sfera umana, da quello superiore, simbolicamente considerato la zona del divino. Nell'ordine superiore si aprono otto finestroni ornati da vetrate istoriate nella direzione dei quattro punti cardinali, sia per evidenziare l'onnipresenza di Dio, sia per creare un gioco di chiaroscuro, tipico dell'architettura barocca. La vetrata del finestrone centrale, che sovrasta l'abside, raffigura il Salvatore. Le cappelle, appena illuminate da finestrelle strombate all'esterno hanno tutte una cupoletta, ornata di fiorami e festoni dorati. In esse si trovano, collocati in cornici a stucco, riproducenti le linee della facciata principale, o un dipinto o una statua. Nella prima cappella di destra vi è la tela della "Madonna del Carmine con le anime del Purgatorio"; nella seconda "La Pentecoste", datata 1639. Nella prima cappella di sinistra ci sono le statue di "Gesù morto" e dell'"Addolorata"; nella seconda quella di Santa Rita. Nel braccio di sinistra del transetto si trovano il dipinto del "Martirio di San Mattia Apostolo" collocato su un altare di marmo bianco, e la statua del "Sacro Cuore di Gesù", posta su un altarino di marmi policromi, proveniente dalla "stanza di Sant'Alfonso" del convento della Consolazione.
Nella navata di destra spiccano il dipinto del "Beato Benvenuto" in preghiera e la statua della "Madonna dell'Olmitello", collocati rispettivamente su un altare di marmo bianco e su uno di marmi policromi. Nell'abside campeggia l'altare maggiore formato da un tavolo in marmo, preceduto da una mensa eucaristica. La porta secondaria della chiesa si apre sulla facciata di destra. La torre campanaria è la stessa della vecchia chiesa risalente al XIV secolo. In origine in aggetto a essa, fu poi accorpata al tempio. Divisa in tre piani conserva in quello centrale l'orologio.

#### Chiesa dell'Annunziata
La chiesa dell'Annunziata è la più antica esistente oggi nel territorio di Deliceto. Essa risale, con quello che era il convento attiguo (oggi in parte di proprietà della chiesa e in parte suddiviso in abitazioni private), al IX secolo (periodo longobardo-carolingio). La struttura interna della chiesa consiste in tre navate con archi gotici. Ricostruita e modificata diverse volte nel corso dei secoli. Nel 1200, a seguito della trascuratezza in cui era lasciata dai monaci dell'abbazia di Montecassino, passò sotto la giurisdizione del vescovo di Bovino e fu ristrutturata in stile gotico. A essa era annesso un convento (delimitato da quelle che oggi sono corso Margherita e corso Umberto). Un'altra ristrutturazione seguì nel 1400. Fu amministrata dagli abati del santuario di Montevergine (ne è testimonianza tra l'altro un'immagine della Madonna di Montevergine conservata nella navata sinistra) fino al 1515 quando papa Leone X la cedette all'ospedale dell'Annunziata di Napoli, da cui il nome attuale. 
Il decreto di Gioacchino Murat del 1809 segnò l'inizio di una nuova fase della storia dei conventi locali e nazionali. Come conseguenza i conventi il cui numero di frati era inferiore a dodici venivano soppressi. Tra questi anche il convento adiacente alla chiesa dell'Annunziata che fu chiuso con l'emanazione della circolare del ministro del culto del 25 maggio 1811. I beni del convento furono devoluti al Santuario della Consolazione, nel territorio di Deliceto. Successivamente la chiesa fu seriamente danneggiata dal terremoto del 1930 che provocò la caduta di alcune volte (poi ricostruite non rispettando lo stile architettonico della chiesa). All'interno della chiesa si trova un antico fonte battesimale, ricavato da una colonna romana e un crocifisso ligneo risalente al Seicento. Sulla facciata della chiesa (sovrastata a destra da un campanile) oggi si trovano un reperto archeologico recentemente rinvenuto nei dintorni di Deliceto, il quadrato del Sator, e un orologio solare, la meridiana. Questa chiesa era anche detta "la civica". Data la sua posizione centrale (nella piazzetta antistante e in corso Margherita si svolgeva gran parte della vita del paese) nel corso dei secoli, dal 1500 in poi, è stata usata anche come parlamentino locale (al suo interno si sono tenuti plebisciti e assemblee generali). Ancora oggi, in concomitanza di elezioni i comizi elettorali si tengono, come da tradizione, nella piazzetta prospiciente la chiesa .

#### Chiesa di Sant'Anna e Morti
La chiesa, che prese il nome di "Sant'Anna e Morti", sorge nel luogo in cui si trovava la quattrocentesca chiesa del Purgatorio, voluta nel 1865 dall'"Arciconfraternita dei Morti", per celebrarvi messe in suffragio dei defunti. A essa vennero affidati i beni della sconsacrata chiesa di San Cristoforo, di cui si conservano ancor'oggi una piccola campana e un contraltare in gesso con soggetti allegorici policromi. Il tempio, costruito in stile barocco a una sola navata, termina con l'abside fiancheggiata dalla sagrestia e dall'oratorio. Lungo la parete sinistra si trovano alcune statue: San Giuseppe, San Luigi Gonzaga, San Gerardo Maiella, Santa Fausta e San Vincenzo martiri (queste ultime provenienti dalla vecchia chiesa di San Cristoforo). Sull'ingresso della sagrestia vi è una grande tela del Seicento, raffigurante "Le Anime del Purgatorio". Lungo la parete di destra, invece, vi sono: le statue dell'Immacolata Concezione e della Madonna Addolorata, le palme reliquiarie dei santi martiri Valentino, Pretestato, Saverio, Benedetto, Pio e Clemente, un crocifisso ligneo con reliquie di santi e una grande tela con una cornice dorata, copia della Madonna della Madia, il cui originale, in stile bizantino, si trova a Monopoli. La tela venne fatta dipingere appositamente dal vescovo di Bovino, Galderisio, nativo di Monopoli, e donata in segno di amicizia e di affetto ai delicetani. Sull'altare maggiore infine troneggia la settecentesca statua lignea di Sant'Anna. Nell'abside, sugli stalli del coro ligneo, sono collocati alcuni busti in cartapesta, raffiguranti santi e pontefici, sette in tutto. Recentemente la chiesa è stata arricchita di alcuni finestroni istoriati.

#### Cappella della Madonna di Loreto
Ubicata in contrada "Scarano", fuori dall'antica cinta muraria, venne costruita tra il 1532 e il 1539 con il contributo del marchese Antonio II Piccolomini e dei delicetani per permettere agli albanesi, giunti in paese nella prima metà del XVI secolo, di poter celebrare la loro liturgia secondo il rito greco. Per questo motivo venne detta "Cappella della Madonna del Rito Greco", da cui ebbe origine l'espressione popolare: "Cappell' r' la Maronn' r' lu Rit'". L'interno, alquanto modesto, è costituito da un altarino addossato al muro, sovrastato da un quadro raffigurante l'immagine di una Madonna con Bambino, diversa da quella tradizionale della Madonna di Loreto. All'esterno della cappella, sotto il livello della strada che la fiancheggia, vi è un ossario che raccoglie le spoglie degli appestati del XVI secolo. Accanto alla chiesetta venne contemporaneamente eretto un ospedale civico che dava asilo ai pellegrini diretti ad altri santuari e permetteva ai malati di curarsi. L'ospedale inizialmente era composto da pochi vani ma poi il canonico Bartolomeo Ciardi, nel 1600, fece costruire a sue spese altre stanze per il ricovero di un sacerdote, di un paesano e di un forestiero di disagiate condizioni economiche. Non si sa la data certa della sua soppressione, ma nel 1800 era comunque ancora funzionante, perché il Cardillo nel suo "Dizionario coreografico-storico-statistico" del 1885 lo cita come ospedale esistente ed efficiente. Ogni anno l'8 settembre, in ricorrenza della Natività della Madonna, si celebrano nel piazzale antistante funzioni religiose e giochi popolari. La cappella è aperta al culto in determinati periodi dell'anno.

#### Convento Francescano e chiesa di Sant'Antonio

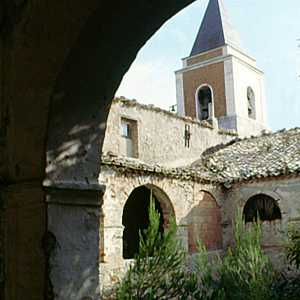
Interno Convento

Su un gradone roccioso, in zona "Aia S. Antonio", si eleva il convento francescano, da dove l'occhio spazia su un vastissimo territorio, che va dall'abitato di Deliceto al Tavoliere delle Puglie, dal Gargano alle alture della Basilicata. Venne costruito all'inizio del XVI secolo (1510) su un terreno donato dal marchese delicetano, Giambattista Piccolomini, alla locale comunità francescana, che antecedentemente abitava in un altro convento fatiscente, situato fra le odierne vie Fontana Nuova e san Rocco e che, a causa di un'invasione di termiti e formiche, dovette essere abbandonato. Dell'attuale edificio prima venne costruito il convento e messo a disposizione dei frati minori osservanti nel 1521, a seguito di un consenso emesso da papa Leone X il 6 luglio di quello stesso anno, e poi il tempio ultimato solo nel 1660 come si legge nell'iscrizione posta sul frontale d'ingresso della chiesa: "Templum Divo Antonio Dicatum Anno Domini MDCLX". La chiesa era chiamata gentilizia, perché di quel luogo di culto i marchesi locali ne erano i benefattori e i protettori, e perché in essa godevano di alcuni privilegi: avevano un loro "seggio d'onore", ricevevano i sacramenti del battesimo e del matrimonio, e infine venivano tumulati vicino all'altare maggiore. Attualmente nel "coemeterium" oltre ai frati sono sepolti la marchesa Giovanna Bartirotti, il suo tutore Alessandro Miroballo, Rinaldo nobiluomo napoletano e maestro dei cavalieri del re Carlo II e la marchesa Anna Miroballo, moglie di Rusco di Savona. I frati francescani sono rimasti nel convento di sant'Antonio ben 290 anni, fino al 1811, anno in cui avvenne la prima soppressione degli ordini religiosi per mano di Gioacchino Murat. A essi qualche anno dopo subentrarono i Redentoristi del Santuario della Consolazione (situato nelle vicinanze di Deliceto), ma solo in piccola parte. Vi restarono fino al 1886 quando, durante l'unificazione d'Italia, avvenne la seconda soppressione, questa volta estesa a tutti gli istituti religiosi. La chiesa di Sant'Antonio annessa al convento, costruita in stile barocco, è a tre navate con sei cappelle laterali tenute e curate dai notabili del paese anche dopo la scomparsa dell'ultimo marchese. La cappella di sinistra è dedicata a san Pasquale, la seconda dedicata all'Immacolata Concezione e la terza di sant'Alfonso Maria de' Liguori. Dall'altra parte la prima di destra è dedicata a san Diego, la seconda è ornata da un quadro dipinto da Benedetto Brunetti nel 1646 che raffigura la Madonna Addolorata tra san Francesco e papa Pio II, la successiva dedicata a san Francesco e l'ultima, posta in fondo alla navata destra, dedicata alla Madonna della Neve. Sul basamento dell'altare maggiore vi sono scolpiti in bassorilievo due stemmi (stemma) uguali, in marmo policromo, raffiguranti le insegne di Francesca Bartirotti d'Aragona e del marito Cesare Miroballo, apposti là nel 1626 in occasione delle loro nozze. Sopra l'altare maggiore, racchiusa in una nicchia a muro, vi è la statua lignea di sant'Antonio da Padova, di stile spagnolo, che indossa una veste tutta intarsiata di fiori, che si stagliano su un fondo di oro zecchino. Sotto la volta è dipinta l'immagine dell'Immacolata Concezione. Sul coro della chiesa è conservato, in ottimo stato, un organo a canne, opera di Domenico Antonio Rossi, organista della Regia Cappella di Napoli, datato 1775. All'interno della sagrestia si conservano alcuni ritratti a olio di redentoristi provenienti dalla soppressa Casa redentorista della Consolazione. Sia sul portale d'ingresso della chiesa che su quello del convento è scolpito in pietra lo stemma dei redentoristi. Recentemente (nel 1981) il vecchio portone di legno della chiesa è stato sostituito da un nuovo portone in bronzo. Sulle formelle delle due ante inferiori della porta sono scolpiti i miracoli operati da sant'Antonio, mentre sui registri superiori la SS. Trinità e l'estasi del Santo. Il convento, di forma quadrata, non si distacca molto dalla classica struttura conventuale. Possiede un chiostro con portici a due piani con una cisterna al centro. L'edificio conta una trentina di vani, di cui ventitré celle conservano la loro originaria struttura. Un'ampia scalinata mette in collegamento i due piani. I frati per accedere alla chiesa attraversavano una piccola porta situata sotto il campanile, che attualmente risulta murata. Al piano terra vi erano i locali adibiti a refettorio, a deposito, a cantina e a stalla. Fino al 1990 circa il convento era la sede locale del Comando della Stazione Carabinieri.

#### Cappella di Sant'Antonio Abate
Lungo corso Regina Margherita, all'incrocio con via Giuseppe Alfieri, vi è la chiesetta dedicata a Sant'Antonio Abate. Per distinguerla dall'altra di Sant'Antonio da Padova (in zona aia Sant'Antonio, per questo detta extra moenia) veniva chiamata "Sant'Antonio alla Piazza". Venne fondata nel XVI secolo con l'attiguo palazzo Bartirotti, e viene menzionata in vari documenti del '500 e '600. Fu restaurata e divenne cappella privata dei signori Maffei. Attualmente è chiusa al culto.

#### Chiesa di San Rocco
Sorta dopo l'epidemia di peste del 1656, sulle basi di una cappella preesistente, fu dedicata a San Rocco, patrono degli appestati e alla Madonna del Carmine. La chiesa attraverso i secoli ha subito numerosi rimaneggiamenti, ed è stata elevata a parrocchia nel 1962 (in concomitanza con lo sviluppo edilizio nell'area circostante la chiesa che ebbe luogo in quegli anni). La facciata, su cui precedentemente vi era la scritta "Eris in peste patronus" a ricordare l'impegno di San Rocco contro la peste, è molto lineare e modesta. L'interno è costituito da un'unica navata lunga 16,80 metri e larga 5,80. Entrando in chiesa sulla sinistra si può osservare il fonte battesimale. Più avanti c'è la cappella dedicata a San Rocco, costruita sull'area di un'antica casa di proprietà della confraternita e aggiunta al restante corpo della chiesa nel 1920. In essa si venera la statua lignea del santo di Montpellier (portata in processione per le vie del paese il 16 agosto di ogni anno), opera di un artigiano locale, seguita da due nicchie contenenti rispettivamente i simulacri di San Giuseppe Lavoratore e della Madonna del Carmine; quest'ultima è un'opera artistica del '700. Sull'abside vi è un mosaico risalente al 1987; unica opera d'arte moderna presente nel paese, raffigura san Rocco che invoca sui malati l'intercessione della Madonna presso Dio. Sul lato destro si trova la statua di santa Lucia vergine e martire e quella di santa Barbara, proveniente dalla cappella del castello. Vale la pena notare come il nome Rocco sia tradizionalmente uno dei più diffusi a Deliceto.

#### Cappella di San Gerardo
Appena usciti dal centro abitato, (direzione Accadia), si trova la cappella di San Gerardo. Costruita nel 1942 ove era la chiesa di santa Maria delle Grazie, è dedicata a San Gerardo Maiella che di qui passava nei suoi viaggi tra Deliceto e il vicino Convento della Madonna della Consolazione, dove visse per diversi anni. Sull'altare si trova la statua del santo. La cappella, di proprietà privata, ha dimensioni molto ridotte. Il 7 maggio di ogni anno, come da tradizione, i devoti delicetani in pellegrinaggio, percorrono a piedi il tratto verso il Convento della Consolazione, sostando brevemente alla cappella.

#### Chiesa dell'Olmitello
La cappella di Santa Maria dell'Olmitello si trova in aperta campagna poco prima del Convento della Consolazione. La tradizione attribuisce le sue origini all'apparizione della Madonna sopra un olmo a un contadino del posto il 15 aprile di un anno non conosciuto (il Bracca ricorda, in uno studio medievale, che la festa si celebrava il giorno dell'apparizione vale a dire il 15 aprile di ogni anno). La tradizione vuole che nella costruzione della chiesa (o ricostruzione di una chiese preesistente) si incluse il tronco dell'olmo su cui era avvenuta l'apparizione per serbarlo alla venerazione dei fedeli Probabilmente essa risale all'XI secolo (viene infatti citata in una bolla di papa Gregorio VII nel 1085). Nel XVI secolo il marchese Giambattista Piccolomini, la dotò di cospicue rendite e la ristrutturò. Dopo l'unita d'Italia i beni della chiesa passarono allo Stato e la statua della Madonna fu trasferita nella Chiesa Madre di Deliceto, dove si trova tuttora. La cappella ha avuto nel tempo alterne vicende di decadimento e di rinascita. Chiusa al culto nel XIX secolo; restaurata e riaperta nel 1911. Oggi poco utilizzata, sebbene il 7 maggio di ogni anno i devote delicetani vi si rechino in pellegrinaggio.
La Madonna dell'Olmitello è la Protettrice Principale di Deliceto, nonché compatrona del paese. La tradizione vuole che nel 1837, quando la Capitanata fu invasa dal colera, i delicetani abbiano evitato il contagio dopo aver portato la statua della Madonna in processione per le vie del paese. Questo avvenne il 22 settembre e per questo la festa patronale di Deliceto ha luogo dal 21 al 23 settembre di ogni anno.

#### Convento della Consolazione
Sorse verso la fine del XV secolo in località Valle in Vincolis, a 5 chilometri dal centro abitato, per opera di alcuni monaci dell'Ordine eremitano di Sant Agostino dell'Osservanza, guidati dal beato Felice da Corsano (il quale visse in una grotta tuttora esistente). Il monastero ha ospitato, fra gli altri, sant'Alfonso Maria de' Liguori e san Gerardo Maiella. In seguito alla secolarizzazione dei beni ecclesiastici del 1866 il convento divenne di proprietà dello Stato Italiano e sul finire del XIX secolo vi fu istituita una Scuola Agraria. Nel corso del XX secolo è stato un centro di rieducazione giovanile. A partire dal 1993 il convento ospita la Comunità Mariana "Oasi della Pace".

### Architetture militari

#### Castello Normanno-Svevo

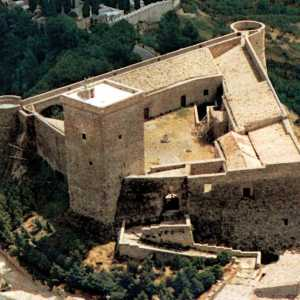
Castello Normanno: vista dall'alto

Deliceto si identifica con l'imponente castello normanno-svevo, il cui nucleo originario risale al 1100 e che domina dall'alto una profonda gola (rupe) attraversata da diverse fiumare. Data la sua posizione, che permetteva di controllare agevolmente i movimenti dei nemici, nel corso dei secoli il maniero ha avuto principalmente la funzione di un luogo di difesa e prigionia piuttosto che di edificio residenziale abitativo, come anche confermato dalla scarsezza di elementi decorativi. Il castello, che originariamente aveva una forma triangolare, è oggi strutturato a forma di trapezio irregolare le cui larghe 
e possenti mura di cinta, costruite con la caratteristica pietra locale, hanno una forma a scarpa (architettura) funzionale agli scopi difensivi del castello. Lungo le mura perimetrali si estende un camminamento che si incastra tra i tre torrioni, due rotondi e uno quadrato, che si trovano tre dei quattro spigoli del trapezio. Il lato di nord-est lungo 55 metri collega le due torri rotonde Molo e Parasinno. Il lato sud corre lungo una rupe quasi verticale dove scorre un ruscello. I due lati più corti si incontrano alla torre quadrata normanna, chiamata “Donjon” o “Torrione” che ha un'altezza di circa 30 metri da cui domina tutta la Capitanata. Una scala in legno permetteva di accedere ai tre piani (oltre a quello interrato) che la costituiscono. Un piccolo ponte levatoio (oggi sostituito da una rampa) permetteva l'accesso al castello da questa torre. Le due torri-coniche di era angioina sono invece dette “Molo” e “Parasinno”. Quest'ultima, affacciata sulla rupe a strapiombo ad oriente, domina una vallata dove confluiscono i torrenti Gavitello e Fontana. A sud ed a ovest il castello è circondato dai caratteristici borghi medievali dei quartieri storici “Calabria” e “Scarano”. Il castello era una comunità autosufficiente e indipendente, come anche testimoniato dalla presenza di un pozzo nel cortile, dalla stalle e da grandi stanze che erano adibite a deposito. Sul portone di ingresso del castello ancora oggi si trova lo stemma della famiglia Piccolomini. Il castello, riconosciuto monumento nazionale nel 1901, è oggi di proprietà comunale ed è recentemente tornato agibile dopo lunghissimi anni di abbandono. Entrando dall'attuale entrata, cioè dal dongione, detto 'Donjon' o 'Torrione', si accede direttamente al cortile centrale del castello (il cui pavimento ancora oggi presenta solo in parte, la forma originale a spina di pesce) al cui centro si trova un pozzo con perimetro ottagonale. A destra si trova la dimora, una cappella, e un atrio di accesso che introduce a quella che oggi è la Sala Magna del Castello. Sulla porte di ingresso della Sala Magna si trova lo stemma di Alessandro di Aragona, Marchese di Deliceto. Nell'ingresso interno si trova invece una mezzaluna, stemma dei Duchi Longobardi di Benevento. Continuando sulla destra, seguendo il perimetro del cortile, si arriva alla torre Parasinno e ai suoi sotterranei preceduti da una camera che aveva funzione di deposito. Da qui proseguendo si incontrano le residenze che erano dei militari e la torre Molo. Poi si ritorna al punto di partenza, la torre quadrata 'Torrione' o 'Donjon' (dongione), dopo aver percorso tutta la base trapezoidale del maniero. Un camminamento di ronda collega le tre torri sopra descritte: percorrendolo è possibile osservare il borgo medievale sottostante il castello, i vari monti intorno Deliceto, i paesi circostanti (Castelluccio dei Sauri a Nord-Est; Rocchetta Sant'Antonio a Sud-Est; Sant'Agata di Puglia a Sud), la Capitanata e il Gargano. Se invece subito dopo aver varcato il portone di ingresso ci si dirige verso destra, si scende nelle scuderie del castello: qui erano i cavalli. Dei fori attraversano il soffitto della scuderia collegando questo ambiente con il piano sovrastante. In questo modo il calore emanato dai cavalli poteva riscaldare gli ambienti sovrastanti. Dalle scuderie è possibile vedere le rocce su cui è poggiata la costruzione ed è anche accessibile una grotta naturale scavata nella stessa. Osservando con attenzione le mura in pietra che delimitano le scuderie è possibile notare le varie modifiche che sono state apportate alla struttura nel corso dei secoli. Dopo aver attraversato le scuderie, si arriva ai sotterranei della torre Parasinno (direzione oriente). Essi sono caratterizzati da piccoli ambienti, su più livelli, molto stretti e poco accoglienti che molto probabilmente erano luoghi di carcere e detenzione: in particolare vi è una piccola stanza sulle cui mura è ancora oggi possibile riconoscere dei semplici segni, spesso delle croci, opera probabilmente di prigionieri ivi detenuti. La tradizione popolare vuole che in questa torre vi si trovasse anche un "mulino a rasoi" usato per eseguire le condanne a morte: secondo la leggenda i corpi dei detenuti ormai privi di vita sarebbero poi stati lasciati cadere nella rupe sottostante. Risalendo dalla torre Parasinno, a destra si trova un'altra grotta naturale nella roccia. Ritornando poi al livello del cortile interno, si trovano quelli che probabilmente erano gli alloggi degli ufficiali. Dopo averli superati si arriva alla torre Molo. Questo era l'ingresso originario del castello. È infatti ancora oggi possibile riconoscere l'antica porta di ingresso e inoltre la disposizione degli elementi architettonici e strutturali è un'ulteriore conferma di questo. La torre quadrata "Torrione" o dongione (Donjon), la più alta delle tre, ha una forma prismatica con base quadrata. Essa sovrasta il paese verso cui è orientata in segno di dominio e supremazia. Essa è disposta su quattro piani. Il piano interrato, la cui porta di accesso oggi è stata chiusa e a cui si può oggi accedere solo dall'interno, era probabilmente un deposito di viveri. Il sovrano risiedeva nei due piani soprastanti collegati tra loro da una scala in legno, in parte ancora visibile oggi. Il piano più alto aveva probabilmente funzione di ufficio militare per il sovrano, ma anche di punto di osservazione e di ultimo rifugio, nel caso in cui il resto della fortificazione fosse caduta nelle mani del nemico.

#### La cinta muraria
Intorno al 1400 il nucleo originario di Deliceto fu fortificato da una cinta muraria, che includeva tutto quello che allora era il centro abitato. Molto probabilmente la necessità di tale fortificazione derivava delle incursioni esterne, tipicamente dei saraceni, che a quell'epoca stanziavano in numerose parti della Puglia, della Campania e di altre regioni meridionali. Le mura che costituivano la cinta erano in sostanza un susseguirsi di case appoggiate l'una sull'altra a formare una struttura unica, che si affacciava sulla scarpate (dove scorrono i burroni attraversati dalle fiumare Gavitelle e Fontana) che delimitavano il borgo originario di Deliceto. Le zone più vulnerabili della cinta muraria erano fortificate con dei semplici terrapieni (barbacane). La cinta aveva tre porte per permettere la comunicazione con l'esterno. Partendo dal lato Sud-Ovest, la cinta costeggiava Via Castello, Vico Primo Castello, Rione Calabria e poi, scendendo per Via San Cristoforo, raggiungeva Porta Scarano, una delle tre porte d'accesso. Porta Scarano è rimasta intatta nei secoli ed ancora oggi è possibile ammirare il suo arco gotico a sesto acuto, affiancato da una torretta semicilindrica che serviva da guardiola per avvistare i nemici in avvicinamento. Proseguendo a semicerchio lungo via Loreto, la cinta raggiungeva l'attuale via Porta Caspio dove si trovava la Porta Caspia poi ribattezzata Porta Miroballo (in onore del Marchese Miroballo che la fece ricostruire). Sempre procedendo a semicerchio (da ovest verso nord-est), la cinta poi raggiungeva la terza porta chiamata Cavutello o Risciolo, che metteva in comunicazione l'attuale via Casati (“la stred r sott” in dialetto delicetano ) con l'esterno del borgo, oggi chiamata piazza Europa (in dialetto delicetano ancora oggi chiamata “affuor a la port”). L'ultimo tratto delle mura si estendeva lungo il ciglio del burrone che sovrasta il torrente Gavitello; esso dopo aver tagliato via Molo terminava al torrione orientale (torre Molo) del castello. Per circa 200 anni, dal 1400 al 1600 Deliceto si è sviluppata all'interno di questa cinta muraria. Successivamente, venuta meno la necessità di protezione da attacchi esterni ed aumentata la popolazione, il paese prese lentamente a svilupparsi all'esterno della cinta muraria. Oggi esso si estende su una superficie molto più vasta, che comprende, tra le altre, Borgo Gavitelle, zona Fontana e Aia Sant'Antonio.

### Altro

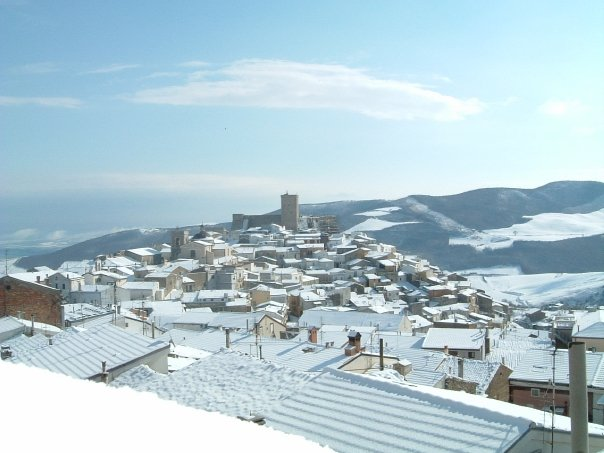
Il borgo innevato

#### Corso Regina Margherita
Corso Regina Margherita (l'antica Platea Maiori, o Strada Maggiore, il cui nome è stato cambiato dopo l'Unità d'Italia in onore della regina italiana) collega Piazza Europa (dove si trova il Monumento ai Caduti) con Via Castello. Corso Margherita, che scorre parallelamente a Via Casati ('la stred r sott' in dialetto delicetano) e che ricalca il crinale occidentale dello sperone su cui sorge il borgo antico di Deliceto, ha un orientamento est-ovest, alla stregua dei decumani (decumano) degli accampamenti romani. Percorrendo Corso Margherita si incontrano numerosi palazzi appartenuti (e alcuni tuttora appartenenti) alla più facoltose famiglie delicetane succedutesi nei secoli. Numerose le chiese che si incontrano percorrendo questa strada (muovendosi da ovest verso est si incontrano la chiesa dall'Annunziata, chiesa di Sant'Anna e Morti, cappella di Sant'Antonio Abate oggi chiusa al culto, e infine la maestosa Chiesa Matrice o del Santissimo Salvatore). Oggi su Corso Margherita si trovano numerose attività commerciali e di svago.

#### Il Monumento ai Caduti
Subito all'esterno di quella che era porta Cavutello o Risciolo (una delle tre porte della cinta di mura che delimitava anticamente il borgo medievale di Deliceto per proteggerla dalle incursioni dei Saraceni) si trova oggi Piazza Europa (in dialetto delicetano detta appunto ‘affuor la port’). Nel 1923 grazie all'iniziativa e al contributo finanziario della folta comunità delicetana residente a Newark (New Jersey, negli Stati Uniti d'America) al centro della piazza fu posto il Monumento ai Caduti. Il Monumento, che ricorda il sacrificio dei giovani delicetani nelle due guerre mondiali è costituito da una statua di bronzo raffigurante un soldato che lancia una bomba verso un nemico invisibile. Sulle lastre di marmo bianco che delimitano il basamento prismatico su cui poggia la statua sono incisi i nomi e i cognomi dei 73 delicetani caduti nella prima guerra mondiale e dei 50 delicetani caduti nella seconda guerra mondiale. Fino al 1950 circa dietro il monumento si trovava il Parco della Rimembranza, poi eliminato probabilmente per motivi di spazio.

#### Il Piazzale Belvedere
Il Piazzale Belvedere è una terrazza pedonale situata lungo Corso Umberto I: si affaccia sul caratteristico borgo medievale
delicetano, in cui spiccano il Castello Normanno-Svevo-Angioino e la Chiesa Matrice o del Santissimo Salvatore. Fu costruito negli anni '30 in piena epoca fascista. Consiste sostanzialmente in un muro di contenimento di un terrapieno, ed ha lunghezza e larghezza pari, rispettivamente, a 64 e 18 metri. Nella sua forma originaria era pavimentato con mattonelle in cemento, la balconata era costituita di mattonelle a fori di forma ovale e le panchine erano in ferro. Nei primi anni '60, col contributo finanziario di alcuni emigranti della comunità delicetana del New Jersey (Stati Uniti) al suo centro fu costruita una fontana, presto rimossa. Alla fine degli anni '60, col contributo dell'Acquedotto Molisano fu costruita un'altra fontana
anch'essa successivamente rimossa.
Il Piazzale Belvedere è stato di recente ristrutturato e presenta una nuova pavimentazione. Oggi è delimitato lungo tre dei suoi lati da alberi di tiglio e panchine in legno. Tutte le generazioni di delicetani, dagli anni '30 in poi, hanno passato numerosi momenti sul piazzale che ancora e soprattutto oggi è uno dei più importanti e frequentati luoghi di socializzazione all'aperto del paese, di fatto svolgendo la funzione di agorà nel cuore del paese .

#### Fontana Monumentale "Mariamalia"
Uscendo dal paese (in direzione Accadia), subito dopo aver attraversato il ponte sovrastante la fiumara Fontana, si incontra la fontana detta “Mariamalia”. Edificata “nell anno VIII dell Italico Risorgimento ad ornamento del paese e pel bisogno dei cittadini” (come reca la scritta in marmo sul basamento), forma un'unica struttura con gli annessi lavatoio pubblico e abbeveratoio per animali. Ristrutturata nel 1868, venne dotata di una statua bronzea, denominate “Mariamalia”. La statua, proveniente da un monumento cimiteriale di Apice, fu posizionata su un basamento esagonale; ognuna delle sei facce del basamento è dotata di un getto d'acqua. La fontana è alimentata dalle acque sorgenti provenienti dalle colline sovrastanti. I cittadini delicetani ancora oggi, come da tradizione, bevono l'acqua della fontana, mentre l'abbeveratoio e la lavanderia hanno funzione puramente ornamentale e storica .

## Società

### Evoluzione demografica
Abitanti censiti

### Etnie e minoranze straniere
Al 31 dicembre 2010 gli stranieri residenti a Deliceto sono 109, pari al 2,43% della popolazione comunale. Le comunità più numerose sono:
- Romania: 40
- Marocco: 22
- Polonia: 12
- Albania: 9
- Bulgaria: 6

### Lingue e dialetti
Il dialetto delicetano rientra nel gruppo dauno-irpino, presentando caratteri di transizione verso i dialetti irpini parlati nell'estremo entroterra della Campania.

### Religione
La ampia maggioranza della popolazione delicetana professa la religione cristiana nella confessione cattolica.
Deliceto è inclusa nel territorio dell'arcidiocesi di Foggia-Bovino e l'intero comune fa parte di due parrocchie, quella della chiesa di San Rocco e quella della Chiesa Madre.

## Economia
Oggi l'economia del paese è incentrata principalmente su un'agricoltura intensiva e moderna, con la coltivazione di cereali (specialmente grano duro), pomodori, ortaggi e la produzione di olio di oliva, uva da tavola e vini. Sono inoltre presenti piccole e medie aziende per l'allevamento di ovini e bovini il cui latte rende possibile la produzione di mozzarelle e caciocavallo.

## Citazione
(Consalvo Di Taranto, La Vita Paesana in Capitanata, 1927)

## Amministrazione
Di seguito è presentata una tabella relativa alle amministrazioni che si sono succedute in questo comune.
| Periodo        | Periodo        | Primo cittadino    | Partito                                                        | Carica  | Note   |
| -------------- | -------------- | ------------------ | -------------------------------------------------------------- | ------- | ------ |
| 8 ottobre 1988 | 9 giugno 1990  | Giuseppe Catenazzo | Partito Comunista Italiano                                     | Sindaco | [ 30 ] |
| 9 giugno 1990  | 24 aprile 1995 | Giuseppe Catenazzo | Partito Democratico della Sinistra, Partito Comunista Italiano | Sindaco | [ 30 ] |
| 24 aprile 1995 | 14 giugno 1999 | Benvenuto Grisorio | lista civica                                                   | Sindaco | [ 30 ] |
| 14 giugno 1999 | 14 giugno 2004 | Benvenuto Grisorio | lista civica                                                   | Sindaco | [ 30 ] |
| 14 giugno 2004 | 8 giugno 2009  | Benvenuto Nigro    | lista civica                                                   | Sindaco | [ 30 ] |
| 8 giugno 2009  | 26 maggio 2014 | Antonio Montanino  | lista civica                                                   | Sindaco | [ 30 ] |
| 26 maggio 2014 | 27 maggio 2019 | Antonio Montanino  | lista civica Deliceto nel cuore                                | Sindaco | [ 30 ] |
| 27 maggio 2019 | 9 giugno 2024  | Pasquale Bizzarro  | lista civica Insieme per Deliceto                              | Sindaco | [ 30 ] |
| 9 giugno 2024  | in carica      | Pasquale Bizzarro  | lista civica Deliceto 2030 avanti insieme                      | Sindaco | [ 30 ] |